# Глускина, Софья Менделевна
Со́фья Ме́нделевна Глу́скина (10 июля 1917, Паричи, Минская губерния — 11 октября 1997, Кфар-Сава, Центральный округ) — советский лингвист, специалист в области лексикографии, диалектологии и истории русского языка. Кандидат филологических наук (1949), преподаватель филологического факультета Псковского университета.

## Биография
Родилась в местечке Паричи Бобруйского уезда Минской губернии в семье раввина Менделя Ароновича Глускина (в военных документах её отчество пишется как «Мендалеевна»). Дед со стороны матери, Лейзер Юдович Рабинович — был в 1896—1924 годах духовным раввином Минска.
В 1932—1933 гг. окончила семилетнюю школу в Москве. По окончании школы училась на подготовительных курсах в Ленинграде, параллельно работая в фасовочном цехе артели «Кооптруд». В 1936—1940 гг. учится на факультете русского языка и литературы ЛГПИ им. Герцена, посещает лекции Е. С. Истриной и Ф. П. Филина, работает в семинарах Б. А. Ларина, И. И. Толстого.
В 1940 г. поступила в аспирантуру. В годы войны (с июня 1943 г.) вступила в действующую армию в качестве младшего сержанта, радиотелеграфиста (к концу войны — старший радиотелеграфист) 210-го отдельного зенитного бронепоезда, с сентября 1944 по май 1945 — в составе 13-го корпуса на 3-м Белорусском фронте. После войны восстановилась в аспирантуре ЛГПИ и в 1949 г. защитила кандидатскую диссертацию на тему «Космография Богдана Лыкова 1637 г. как русская переработка текста „Атласа“ Меркатора». С 1948 г. преподавала старославянский язык, историю русского языка и общее языкознание в Псковском ГПИ.
С 1957 г. С. М. Глускина принимала участие в сборе материалов для задуманного Б. А. Лариным «Псковского областного словаря с историческими данными» Архивная копия от 17 мая 2018 на Wayback Machine и до 1992 г. работала его автором и редактором. До 1987 г. руководила студенческими диалектологическими экспедициями на Псковщину.
В круг общения Глускиной во Пскове входили Н. Я. Мандельштам (Глускина помогла найти ей работу во Пскове, всячески поддерживала и оставила о ней воспоминания), П. С. Рейфман, Л. И. Вольперт. У Глускиной останавливались приезжавшие к Мандельштам во Псков Александр Солженицын, Иосиф Бродский и Наталья Горбаневская.
В 1966 году (на русском — в 1968) опубликовала статью «О второй палатализации заднеязычных согласных в русском языке», где описала явление, которое впоследствии А. А. Зализняк предложил назвать «эффектом Глускиной». Основываясь на данных северо-западных говоров, она пришла к выводу, что вторая палатализация в новгородско-псковском диалекте отсутствовала, объяснив это тем, что предки псковичей были оторванными от остального славянского мира территорией других народов. Выдвинутая ею гипотеза не получила признания у славистов, поскольку слишком противоречила традиционным представлениям. Через несколько десятилетий А. А. Зализняк независимо от Глускиной пришёл к тому же выводу, основываясь на анализе новгородской берестяной грамоты № 247, а затем вступил с ней в переписку. Письма Глускиной из архива Зализняка и его статья к 100-летию со дня её рождения опубликованы в 2017 г., незадолго до смерти Зализняка. Зализняк называл Глускину «выдающимся диалектологом», «изумительным и очень почитаемым учёным». О приоритете Глускиной в изучении второй палатализации он писал:
Осмысливая много позже этот эпизод своей жизни, я был счастлив осознавать, что классическая проблема отношений первооткрывателя и «второоткрывателя» все же вполне может решаться без болезненных амбиций с той или с другой стороны и в ярко выраженном дружественном ключе.
В конце 1992 г. уехала в Израиль (сначала жила в Беэр-Шеве, затем в Кфар-Сабе).

## Основные труды
- Глускина С. М. Общественная терминология в Космографии 1637 г.// Уч. зап. Псковского ГПИ – Вып. 2. — Псков, 1954.
- Глускина С. М. Морфонологические наблюдения над звуком ch в псковских говорах// Псковские говоры. — Псков, 1962.
- Глускина С. М. О второй палатализации заднеязычных согласных в русском языке (на материале северо-западных говоров// Псковские говоры – Т. 1. — Псков, 1968.
- Глускина С. М. Местоименные формы сравнительных степеней в псковских говорах// Грамматическая семантика языковых единиц. — Вологда, 1981.
- https://elibrary.ru/item.asp?id=17055924 Архивная копия от 30 мая 2019 на Wayback Machine